# 옥례기
"옥례기"는 1977년에 개봉한 대한민국의 영화이다.

## 캐스팅
- 김윤경
- 이일웅
- 최남현
- 한은진
- 김기주
- 홍동은
- 임해림
- 이예민
- 이정애
- 김신재
- 추봉
- 주상호
- 임성포
- 이예성
- 지방열
- 김기범
- 박예숙
- 박옥초
- 조학자
- 이은영
- 이장미
- 최정선
- 박미정
- 김지환
- 이용남
- 박용범
- 나정옥
- 김신명
- 김광수